# NGC 1529
NGC 1529 је лентикуларна галаксија у сазвежђу Мрежица која се налази на NGC листи објеката дубоког неба.
Деклинација објекта је - 62° 53' 58" а ректасцензија 4h 7m 19,9s. Привидна величина (магнитуда) објекта NGC 1529 износи 13,4 а фотографска магнитуда 14,4. NGC 1529 је још познат и под ознакама ESO 84-4, DRCG 46-18, PGC 14495.